# Vlag van Zelzate
De vlag van Zelzate werd door de gemeenteraad op 21 mei 1992 officieel vastgesteld als de gemeentelijke vlag van de Oost-Vlaamse gemeente Zelzate. Op 6 oktober 1992 werd hij door het Bestuur van Vlaanderen bevestigd en uiteindelijk gepubliceerd op 21 juni 1994 in het officiële Belgisch Staatsblad.
Officieel wordt de vlag beschreven als:
Drie even lange banen van groen, van wit en van groen, met in de broektop een geel schild beladen met een leeuw houdend in de rechtervoorpoot een dubbele adelaar, alles van zwart
De vlag is ontworpen naar het gemeentewapen.

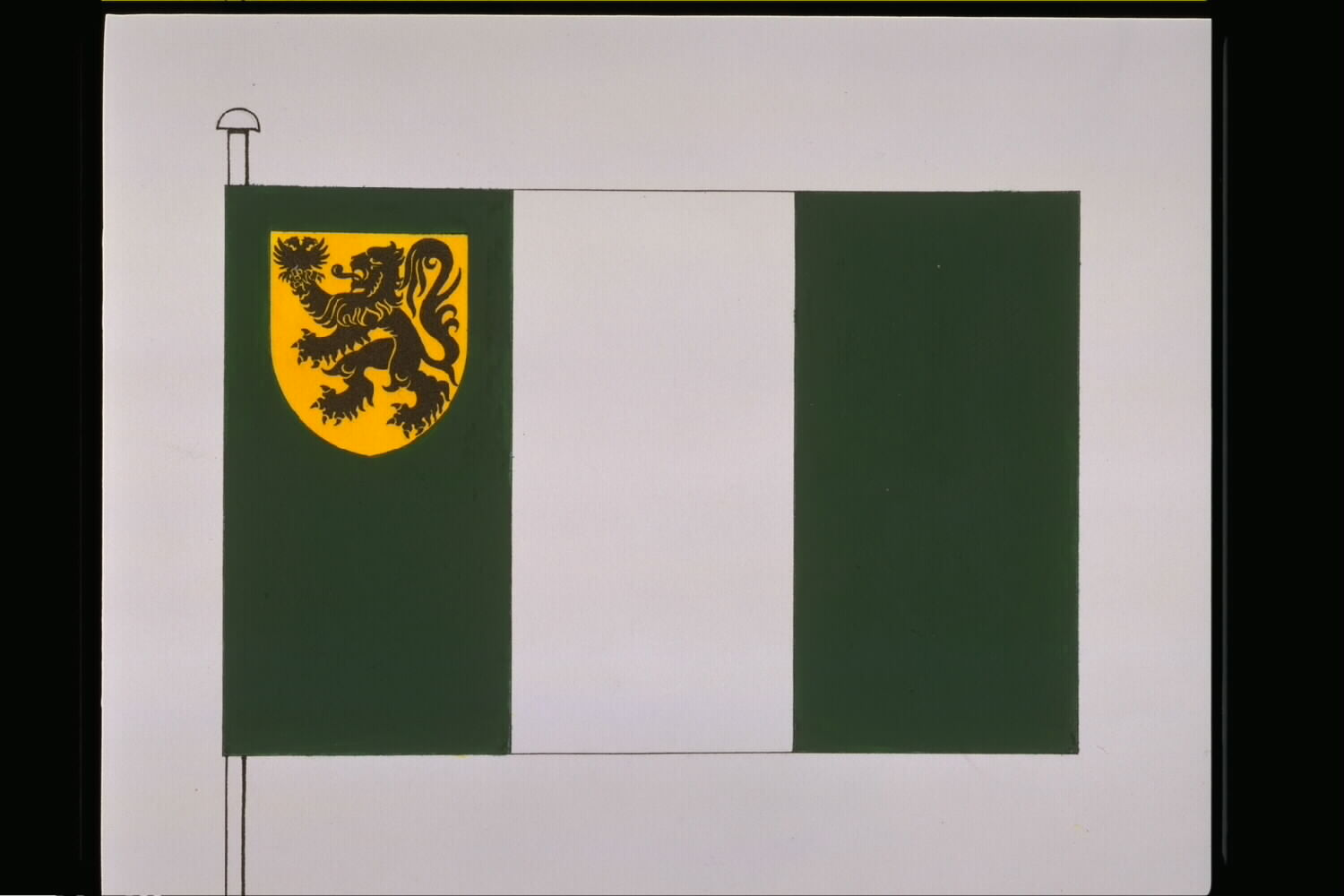
Officiële tekening van de vlag